# Reino de Ligor
El Reino de Ligor o de Nakhon Si Thammarat (en tailandés: อาณาจักรนครศรีธรรมราช RTGS: Anachak Nakhon Si Thammarat), a veces Nagara Sri Dharmarashtra por su escritura y pronunciación en sánscrito, fue una de las principales ciudades-estado constituyentes (mueang) de los reinos siameses de Sujotai y más tarde de Ayutthaya que controlaba una parte considerable de la península de Malaca. Su capital era la ciudad homónima Nakhon Si Thammarat, conocida en la China de la dinastía Song y Europa occidental (por la influencia de los textos de Marco Polo) como Ligor, en lo que ahora es el sur de Tailandia.

## Establecimiento y período de Sujotai
La mayoría de los historiadores identifican el reino de Tambralinga (que existió entre los siglos X y XIII) como el precursor más determinante de Ligor. Durante finales del primer milenio y principios del segundo, los pueblos tai se expandieron en el sudeste asiático continental. En el siglo XIII, convirtieron a Ligor en uno de sus mueang (ciudades estado). Las circunstancias exactas en las que el pueblo tai se hizo cargo del anterior reino budista e indianizado en este lugar siguen sin estar claras.

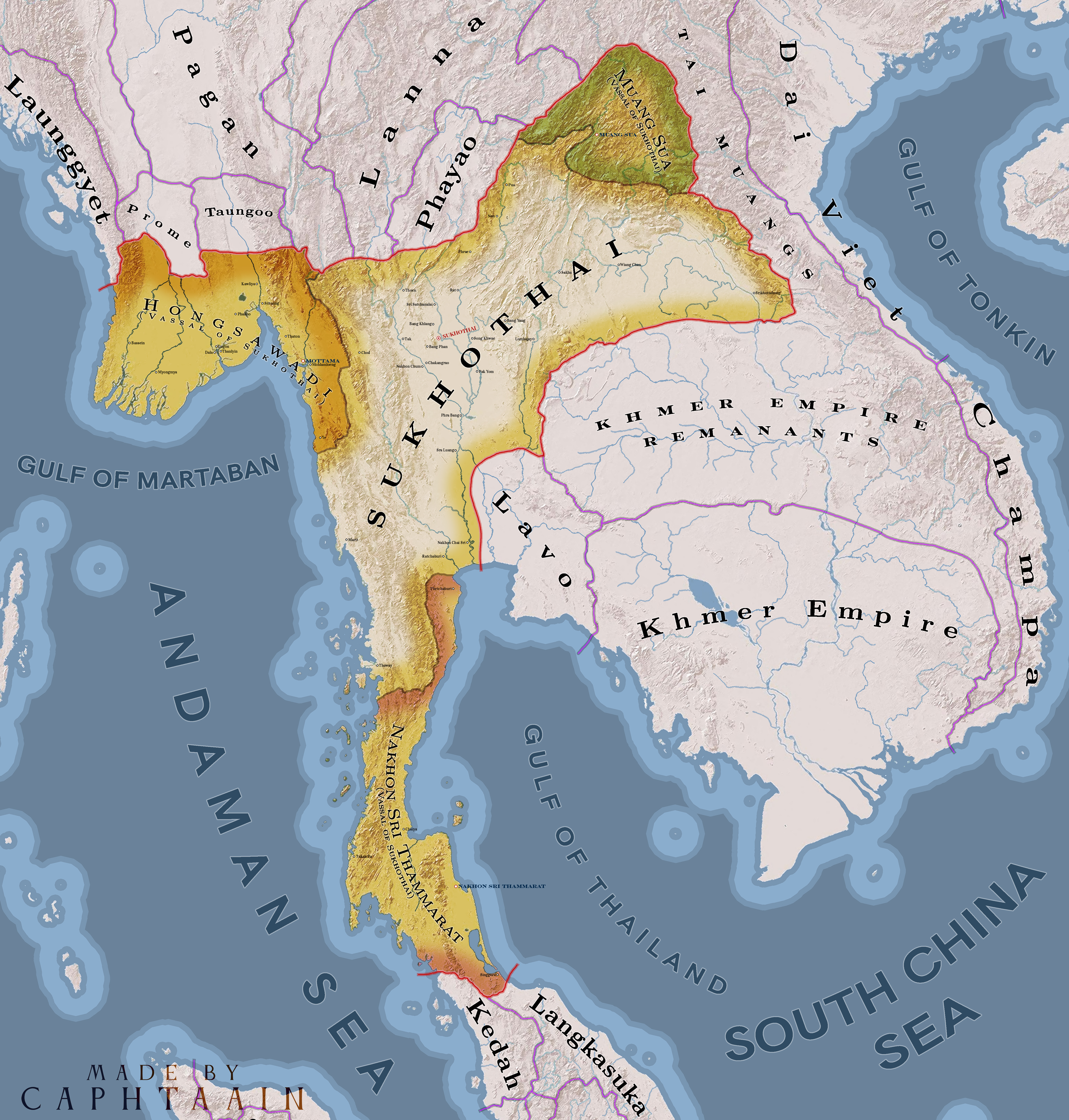
El reino de Ligor como vasallo del reino de Sujotai en 1293.

La estela Ramkhamhaeng de 1283 (o 1292) enumera al ya llamado Nakhon Si Thammarat (en tailandés: Ciudad de la ley religiosa) como el reino tributario más al sur de Sujotai, probablemente gobernado por Sri Thammasokaraj, un pariente del rey Ramkhamhaeng. La tradición theravada budista de Ligor fue un modelo para todo el reino de Sujotai. Influyendo notablemente en el modelo Mandala del sudeste asiático, la dependencia hacia Sujotai era solo personal, no institucional. Por lo tanto, después de la muerte de Ramkhaemhaeng, Nakhon Si Thammarat recuperó su independencia y se convirtió en el mueang tailandés dominante en la península malaya.

## Ciudades Naksat

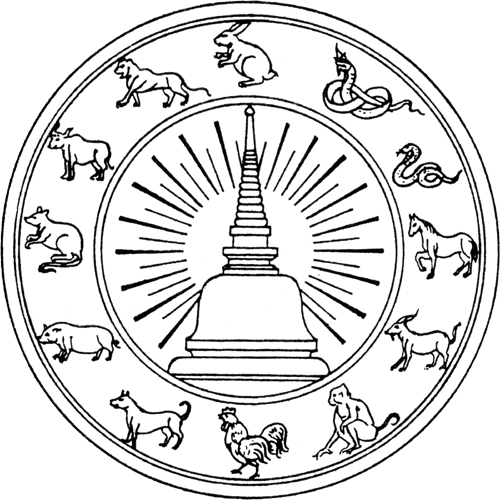
El sello actual de la provincia de Nakhon Si Thammarat se refiere al círculo de doce ciudades de Naksat.

Según las Crónicas de Nakhon Si Thammarat del sur de Tailandia del siglo XVI y las Crónicas de Phra That Nakhon, Ligor estaba rodeada por una cadena de doce ciudades interconectadas, o Mueang, en la península de Malaca, llamadas ciudades Naksat (en tailandés: เมือง ๑๒ นักษัตร).   RTGS: Mueang Sip-Song Naksat). Según estos relatos, las ciudades actuaban como un escudo exterior, rodeando la capital Nakhon Si Thammarat (Ligor), y estaban conectadas por tierra para poder enviar ayuda de una ciudad a otra en caso de ataques sorpresa.
El término tailandés naksat (del sánscrito nakshatra) se refiere al sistema de calendario lunar con un ciclo duodenario de años (Pi Naksat), basado en el zodíaco chino, y cada año está asociado con un animal en particular.
Chand Chirayu Rajani identificó once de las doce ciudades y sus emblemas zodiacales asociados con las siguientes ubicaciones en la península malaya: Narathiwat (Rata), Patani (Buey), Kelantan (Tigre), Kedah (Dragón), Phattalung (Serpiente), Trang (Caballo), Chumphon (Cabra), Krabi (Mono), Tha Chana (Gallo), Phuket (Perro), Kraburi (Cerdo). Se desconoce la ubicación exacta del mueang ubicado en la zona del reino del Pahang identificado con el Conejo.
Sin embargo, no hay evidencia histórica de que Ligor realmente controlara estas ciudades. Otros informes de ese período rara vez describen que Ligor tenga un papel especial en la península de Malaca. El relato de las crónicas parece reflejar los reclamos siameses (tailandeses) de suzeranía sobre las regiones malayas del sur durante la mitad del período de Ayutthaya, un periodo posterior.

## Período de Ayutthaya
En el antiguo documento javanés Desawarnana de 1365, el reino de Mayapajit reconoció a Ligor como perteneciente a Siam. La ley palatina del rey Trailok, de 1468, incluía a Ligor como una de las ocho "grandes ciudades" (phraya maha nakhon) pertenecientes al reino de Ayutthaya. Sin embargo, mantuvo su propia dinastía y tenía sus propios estados vasallos, que mediaba en Ayutthaya (una vez más, una característica típica del modelo Mandala con sus niveles escalonados de poder). Bajo el rey Naresuan (r. 1590-1605) se convirtió en cambio en una «provincia de primera clase» (mueang ek). Sin embargo, el cargo de gobernador provincial seguía siendo casi hereditario y, por lo general, se transmitía de padre a hijo dentro de la antigua dinastía ligoriana. Era la más importante entre las provincias del sur de Ayutthaya y disfrutaba de una primacía frente a las demás provincias de la península de Malaca. Su papel en el comercio exterior (que involucró a comerciantes holandeses y portugueses cuando éstos llegaron al estrecho de Malaca) resultó en la riqueza sustancial de la provincia y contribuyó a un alto nivel de confianza y reivindicación de autonomía en relación con el poder central.
Durante el conflicto de sucesión de Ayutthayan de 1629, Ligor se rebeló contra el nuevo rey Prasat Thong. El usurpador envió al influyente aventurero japonés Yamada Nagamasa con su fuerza mercenaria para sofocar la rebelión y lo nombró gobernador y señor de Ligor por un corto periodo de tiempo. Otra insurrección de Ligor contra la capital tuvo lugar después de la revolución siamesa de 1688 cuando el gobernante local se negó a aceptar el ascenso del rey usurpador Phetracha.

## Período Thonburi
Después de la caída de Ayutthaya en 1767, Ligor disfrutó nuevamente de un breve período de independencia, incluidas sus provincias subordinadas en la península malaya, pero fue sometido por Taksin en 1769 en su misión de reunificar Siam.

## Período de Rattanakosin
Bajo Rama I, el rango del Señor de Ligor fue degradado de un gobernante vasallo a un mero gobernador de una provincia de primera clase y se le quitó el control sobre los sultanatos del norte de Malasia (incluido Patani), hasta entonces vasallos directos de Ligor, otorgándoselos en su lugar a los gobernador de Songkhla. Ligor fue supervisado por el Kalahom (Ministro de las provincias del Sur). Sin embargo, en 1821 y 1831, los reyes Rama II y Rama III volvieron a encargar al gobernador de Ligor que sofocara las rebeliones en el sultanato malayo de Kedah, dejándole actuar nuevamente como el Estado señorial de facto de los sultanatos malayos del Norte.

## Integración en el Estado siamés centralizado
Con la reforma tesafibana del príncipe Damrong Rajanubhab a fines del siglo XIX, el reino finalmente fue absorbido por completo por Siam. Se creó una nueva entidad administrativa denominada monthon (círculo), cada una de las cuales supervisaba varias provincias. Monthon Nakhon Si Thammarat, establecido en 1896, cubría aquellas áreas en la costa este de la península, es decir, las provincias de Songkhla, Nakhon Si Thammarat y Phatthalung.

## Lista de gobernantes de Ligor
La siguiente tabla es una lista de gobernantes de Ligor. Los términos ingleses "gobernador" y "provincia" son traducciones utilizadas por Munro-Hay en su libro. Sin embargo, existe una fuerte evidencia de que tanto los propios gobernantes como las potencias europeas consideraban a estos gobernantes como reyes por derecho propio. El término siamés para Nakhon Si Thammarat cambia con el tiempo. En la Ley Palatina de 1458, es un prathetsarat (a menudo traducido como estado tributario) y el gobernante tiene derecho a chao phraya. Chao phraya es un término general para los reyes. Por ejemplo, el río principal que atraviesa Bangkok es el río Chao Phraya, o Río de los Reyes. Durante el reinado de Naresuan, se abandonó el título prathetsarat y Ligor se convirtió en una "ciudad" de primera clase. Nuevamente, la traducción "ciudad" es engañosa y proviene del mueang tailandés, que también se usa para la capital de Siam, Ayutthaya. Los títulos oficiales de ciudades y gobernantes en el Siam premoderno son complejos. Sabemos que Nakhon estaba estrechamente aliado con Siam y que Ayutthaya se involucró en la política de sucesión, a veces nombrando a personas ajenas al puesto. Sin embargo, la mayoría de los gobernantes fueron elegidos entre la élite gobernante de Ligor.
| Nombre del gobernante | Años de gobierno | Título                                                                              | Nombre de la dinastía                         | | Periodo histórico siamés                                                                                  |
| --- | ---------------- | ----------------------------------------------------------------------------------- | --------------------------------------------- | --- | --- |
| |                  |                                                                                     |                                               | | |
| |                  |                                                                                     |                                               | | |
| |                  |                                                                                     |                                               | | |
| |                  |                                                                                     |                                               | | |
| |                  |                                                                                     |                                               | | |
| Luang Sri Worawong | 1375-?           | Gobernador                                                                          |                                               | | |
| Luang Pirentrathep | ?-?              | Gobernador                                                                          |                                               | There is no record of a ruler in between Sri Worawong and Pirentrathep, but Munro-Hays cannot confirm with certainty that one succeeded the other, p.110 | |
| Dinastía Maharacha |                  |                                                                                     |                                               | | |
| *Aunque el título no se heredaba dinásticamente, los registros históricos muestran una sucesión patrilineal.                                                                   |                  |                                                                                     |                                               | | |
| Sri Maharacha I |                  |                                                                                     | Maharacha                                     | founds Lantaka--unclear if he is King of NST or not | |
| Sri Maharacha II (Phra La?) |                  |                                                                                     | Maharacha                                     | Hijo de Sri Maharacha I | |
| Khun Indra I |                  |                                                                                     | Maharacha                                     | Hijo de Sri Maharacha II | |
| Sri Danu (Khun Indra II, Sri Maharacha III) | 1493-?           |                                                                                     | Maharacha                                     | son Khun Indra I | |
| Primer periodo de gobernantes impuestos por Siam |                  |                                                                                     |                                               | | |
| Khun Ratanakan |                  | Gobernador                                                                          | ?                                             | | |
| Sri Maharacha IV |                  |                                                                                     |                                               | Munro Hays says he was appointed by Ayutthaya and not recorded in the chronicles as a relative of the previous ruling family (p.110). | |
| Phraya Pontheparat | 1495-?           | Chao Phraya Nakhon Sri Thammarat                                                    |                                               | Munro-Hays says he was appointed by Ayutthaya (p.110) | |
| Dinastía Sri Thammarachadet |                  |                                                                                     |                                               | | |
| *This is not an official dynastic title. The chronicles only clearly show that this period began with Sri Thammarachadet and ended with his grandson (or nephew) Sri Thammarat |                  |                                                                                     |                                               | | |
| Phraya Sri Thammarachadet | 1497-?           | Gobernador                                                                          | Sri Thammarachadet                            | | |
| Phraya Ramrachatayanam | 1500-?           | Gobernador                                                                          | Posible dinastía alternativa: Ramrachatayanam | Munro-Hays simply lists him as appointed by Ayutthaya. Does not mention if he is related to Sri Thammarachadet. | |
| Ramrachatayanam | 1532-?           | Gobernador                                                                          | Posible dinastía alternativa: Ramrachatayanam | Munro-Hays simply lists him as appointed by Ayutthaya. Does not mention if he is related to the first Ramrachatayanam (he states: "nothing is recorded of his time as governor"). | Borommarachathirat IV (1529-1533)                                                                         |
| Phraya Sri Thammarat | 1535-?           | Gobernador                                                                          | Sri Thammarachadet                            | grandson or nephew of Phraya Sri Thammarachadet | Chairacha (r.1533-1546)                                                                                   |
| Second Era of Siamese-Appointed Rulers |                  |                                                                                     |                                               | | |
| *We have scant information on this time period, especially the end of the 16th century and the mid-to-end of the 17th century.                                                 |                  |                                                                                     |                                               | | |
| Phraya Ponlarat | 1553-?           | Chao Phraya Nakhon Sri Thammarat                                                    |                                               | antiguo gobernador de Tenasserim | Chakkraphat (r.1548-1569)                                                                                 |
| Intharathep |                  | Gobernador                                                                          |                                               | | Chakkraphat (r.1548-1569)                                                                                 |
| |                  |                                                                                     |                                               | | |
| | 1612             |                                                                                     |                                               | Su hijo fue gobernador de Phattalung | |
| |                  |                                                                                     |                                               | Abolished phraya maha nakhon. NST a first class province. | Naresuan                                                                                                  |
| ??? | ?-?              |                                                                                     |                                               | Only seem to have mention of this rulers brother, Okphra Amorarit | |
| Yamada Nagamasa | 1629-1630        | Gobernador                                                                          |                                               | Gobernador japonés impuesto por Ayutthaya (título oficial siamés: Okya Seniphimok) | Prasat Thong                                                                                              |
| Okkhun Senaphimuk | 1630-?           |                                                                                     |                                               | Son of Yamada, Married the daughter of the unknown ex-ruler's brother (Okphra Amorarit) | |
| ? | ?                |                                                                                     |                                               | Sent from Ayutthaya, fell ill on the way. Does not mean not part of the local ruling elite, who often went to reside in Ayutthaya, perhaps as a means for Siam to control the succession. | |
| | 1631             |                                                                                     |                                               | van Vliet writes that King Prasat Thong of Ayutthaya attacked Nakhon himself, though the details of this story seem to be mixed up with an expedition to Chiangmai (Munro-Hays, p.237). | |
| ? |                  |                                                                                     |                                               | | |
| | 1645             |                                                                                     |                                               | New governor arrives from Ayutthaya (Munro-Hays, p.138, citing the Batavia Dagh-Register). | |
| | 1649             |                                                                                     |                                               | Ligor is occupied by Songkhla, which is united with Pattani and Phattalung (Munro-Hays, p.139) | |
| |                  |                                                                                     |                                               | | Fa Chai                                                                                                   |
| |                  |                                                                                     |                                               | | Si Suthammaracha                                                                                          |
| ? |                  |                                                                                     |                                               | Governor executed by Narai for murdering his former court poet (whom Narai had exiled to NST), Munro-Hays p.156. | Narai |
| |                  |                                                                                     |                                               | NST demoted to 2nd rank city | Narai |
| Phraya Ram Dejo | 1689-92          | Gobernador (pu rang muang)                                                          |                                               | Gobernador en funciones (?) de descendientes malayos. NST reduced in rank. Nakhon did not accept the usurping of the throne by Phethracha and rebelled. | Phetracha                                                                                                 |
| |                  |                                                                                     |                                               | | Suriyenthrathibodi                                                                                        |
| |                  |                                                                                     |                                               | | Phumintharacha (Thai Sa)                                                                                  |
| Phraya Chaiathibet | 1742-?           | Chao Phraya Nakhon Sri Thammarat                                                    |                                               | | Borommakot                                                                                                |
| Phraya Sukhotai | ?-1758           | Chao Phraya Nakhon                                                                  |                                               | | Borommakot                                                                                                |
| Phraya Rachasutawadi | 1758-1760        | Chao Muang Nakhon Sri Thammarat                                                     |                                               | | Uthumphon (r.1758-1758) / Ekkathat (last king of Ayutthaya) / Alaungphaya of Burma (1760-1767) took Ligor |
| Dinastía Palat Nu |                  |                                                                                     |                                               | | |
| *This is not an official dynastic title. The historic record clearly shows that Nu, Noi, Noi Klang, and Nu Prom was a patrilineal succession                                   |                  |                                                                                     |                                               | | |
| Nu | 1760-1767        | Chao Nakhon                                                                         | Palat Nu                                      | Nu was deputy governor to Phraya Rachasutawadi and was known as Luang Sit Rai Wen Mahatlek or Phra Palat Nu. Munro-Hays says that although we have no information on Nu's origins, certain references in the Chronicles and the former titles he held suggest he was likely a member of the Nakhon ruling family. He immediately commanded loyalty from Chumpon in the North to Kelantan and Trengganu in the South. | Ekkathat (last king of Ayutthaya)                                                                         |
| Nu | 1767-1769        | Proclaimed himself King of all of Siam                                              | Palat Nu                                      | subdued by Taksin | |
| Chao Narasuriwong | 1770-1777        | Chao muang pratetsarat                                                              | Incierta                                      | Nephew of King Taksin, appointed while Nu sent to Thonburi. NST raised to status of tributary again. | |
| Nu | 1777-1784        | Phra chao Nakhon Sri Thammarat / Chao Phraya Nakhon                                 | Palat Nu                                      | Nu also ruler of a vassal state (prathetsarat) and has power to appoint own ministers in same manner as court of Thonburi (Source: Chronicle of the First Reign by Chao Phraya Thiphakorawong). Nu's title was downgraded to Chao Phraya. | Taksin/Rama I                                                                                             |
| Phat | 1784-1811        | governor                                                                            | Palat Nu                                      | former uparat, son-in-law of Nu (Munro-Hays, p.169). NST downgraded to a first class province | Rama I/Rama II                                                                                            |
| Phra Aphirakphubet (Noi) | 1811-1839        | Chao Phraya Nakhon Sri Thammarat                                                    | Palat Nu                                      | son of Nu (by Lady Prang), formerly assistant governor of Nakhon | Rama II / Rama III                                                                                        |
| Phra Sanchamontri (Noi Klang) | 1839-1867        | Phraya Nakhon Sri Thammarat                                                         | Palat Nu                                      | son of Noi | Rama III / Mongkut (Rama IV)                                                                              |
| Chao Phraya Suthammontri (Nu Prom) | 1867-1901        | 1867-1894, Chao Phraya Nakhon Sri Thammarat 1894-1901, Pu wah ratchakarn (governor) | Palat Nu                                      | son of Noi Klang | Mongkut/Chulalongkorn                                                                                     |

Nota: Esta tabla está en construcción.
Fuente principal: Munro-Hay (2001), pp. 437-447 "Cuadro cronológico"